# 東京都道29号立川青梅線

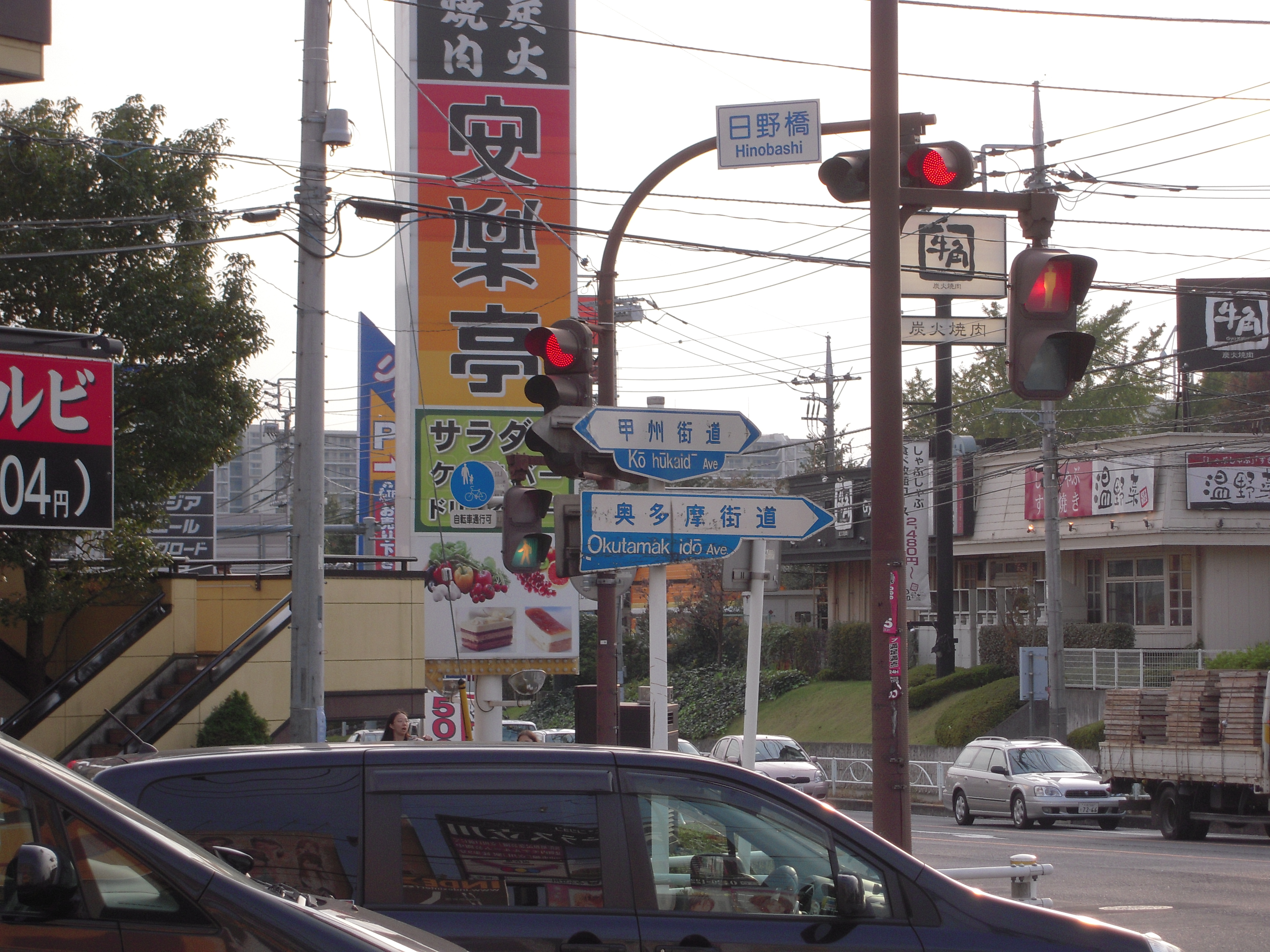
奥多摩街道・新奥多摩街道起点

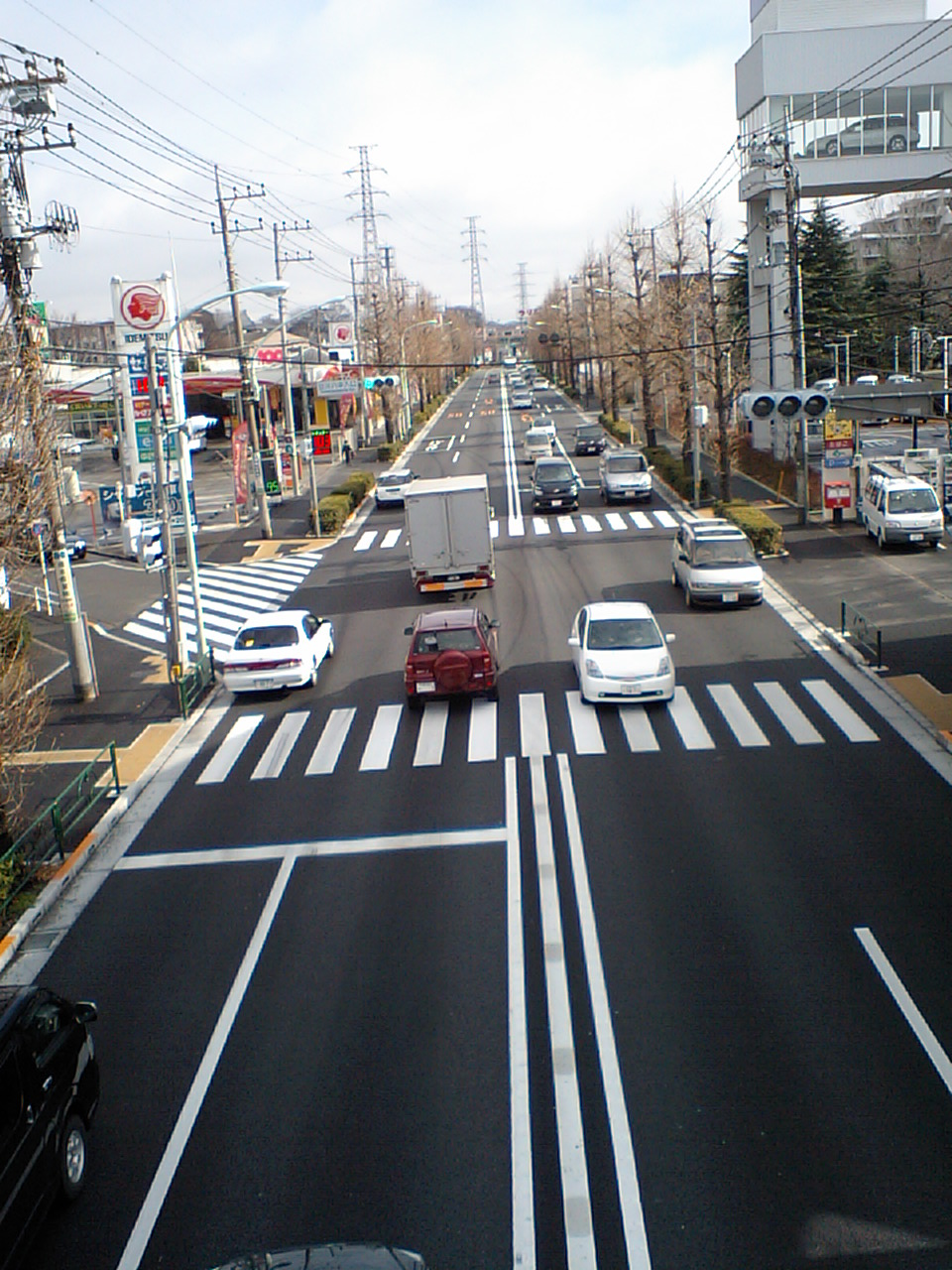
新奥多摩街道。立川市富士見町付近から上り方向を見る

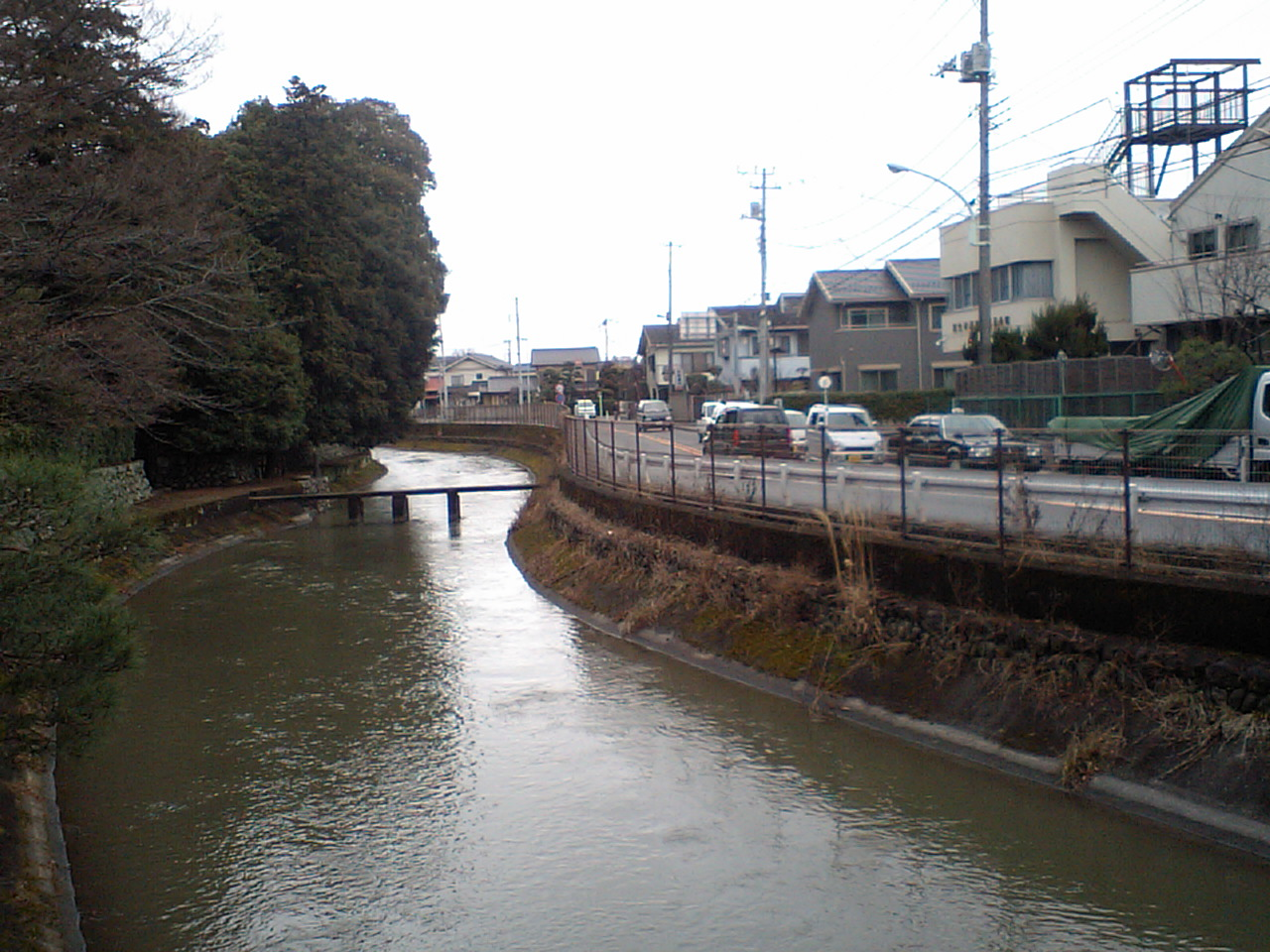
玉川上水沿いの奥多摩街道（福生市福生付近）

東京都道29号立川青梅線（とうきょうとどう29ごう たちかわおうめせん）は、東京都立川市から福生市を経て青梅市に至る都道（主要地方道）である。支線のごく一部を除き、多摩川とJR青梅線に並行して走る。
通称は、旧道は奥多摩街道、バイパスは新奥多摩街道と呼ばれる（バイパスの国道16号との重複区間は東京環状とも呼ばれる）。その他、奥多摩街道の拝島三叉路から小荷田に至るもの、東京都道5号新宿青梅線（青梅街道）と交差し東青梅駅前を迂回するもの、東京都道165号伊奈福生線と重複し、福生 新橋交差点から多摩川橋梁の永田橋を経て多摩川右岸を北上し、あきる野市草花地内で東京都道250号あきる野羽村線に至る整備途上の支線があり、そのうち東京都道165号伊奈福生線との重複区間は永田橋通りと呼ばれる。

## 概要
- 陸上距離：36.5 km
- 起点：東京都立川市錦町・東京都道256号八王子国立線・東京都道503号相模原立川線・東京都道16号立川所沢線交点（日野橋交差点）
- 終点：東京都青梅市・東京都道28号青梅飯能線交点（勝沼交差点）

奥多摩街道という名前ながら、奥多摩町内には入っていない。奥多摩町方面に行く場合は、終点で交差する青梅街道を使う。
新奥多摩街道を東八道路まで延伸する計画がある（都市計画道路立川3・4・5号新奥多摩街道線、国立3・4・5号立川青梅線、府中3・4・5号新奥多摩街道線）。2025年3月現在、国立市富士見台1丁目~4丁目 間は「さくら通り」の名称で開通済み（国立市道富士見台6号線及び富士見台7号線）、同市青柳1丁目の200m弱が暫定共用済み（国立市道南81号線）、富士見台4丁目から青柳1丁目 間と富士見台1丁目から府中市西原町3丁目（東八道路交点） 間で事業中である。途中JR南武線とはアンダーパスで交叉する予定であったが、同路線の連続立体交叉化計画により平面構造設計へと変更した。青柳1丁目から日野橋交叉点 間は未だ事業化に至っていない。なお日野橋交叉点は六叉路となるが、新奥多摩街道 既存部 - 延伸部 方向を本線として立体交叉化する予定である。

## 路線状況

### 重複区間
- 奥多摩街道
  - なし
- 新奥多摩街道（バイパス）
  - 国道16号（堂方上交差点 - 小荷田交差点）
- 拝島支線
  - なし
- 東青梅支線
  - なし
- 福生・草花支線
  - 東京都道165号伊奈福生線（福生 新橋交差点 - 永田橋交差点）

### 橋梁
- 奥多摩街道
  - 滝口橋（たきぐちばし）
    - （東京都立川市富士見町4-19-9先）
    - 交差河川＝残堀川

  - 清厳院橋（せいがんいんばし）
    - （東京都福生市大字福生690番地先）橋長15.00 m、幅員11.00 m、現橋竣工：1989年（平成元年）3月
    - 交差河川＝玉川上水

  - 青梅街道立体橋
    - （東京都青梅市東青梅4-2-1先）
    - 交差道路＝東京都道5号新宿青梅線（青梅街道）
- 新奥多摩街道（バイパス）
  - 立川橋（たちかわばし）
    - （東京都立川市柴崎町5-1-7先）
    - 交差河川＝残堀川

  - 福生橋（ふっさばし）
    - （東京都福生市大字熊川912番地先）橋長14.81 m、幅員15.00 m、竣工：1958年（昭和33年）3月
    - 交差河川＝玉川上水
- 福生・草花支線
  - 新橋（しんばし）
    - （東京都福生市大字福生550-1番地先）
    - 交差河川＝玉川上水

  - 永田橋（ながたばし）
    - （東京都福生市大字福生 - 東京都あきる野市草花）
    - 交差河川＝多摩川

### 交通量・渋滞

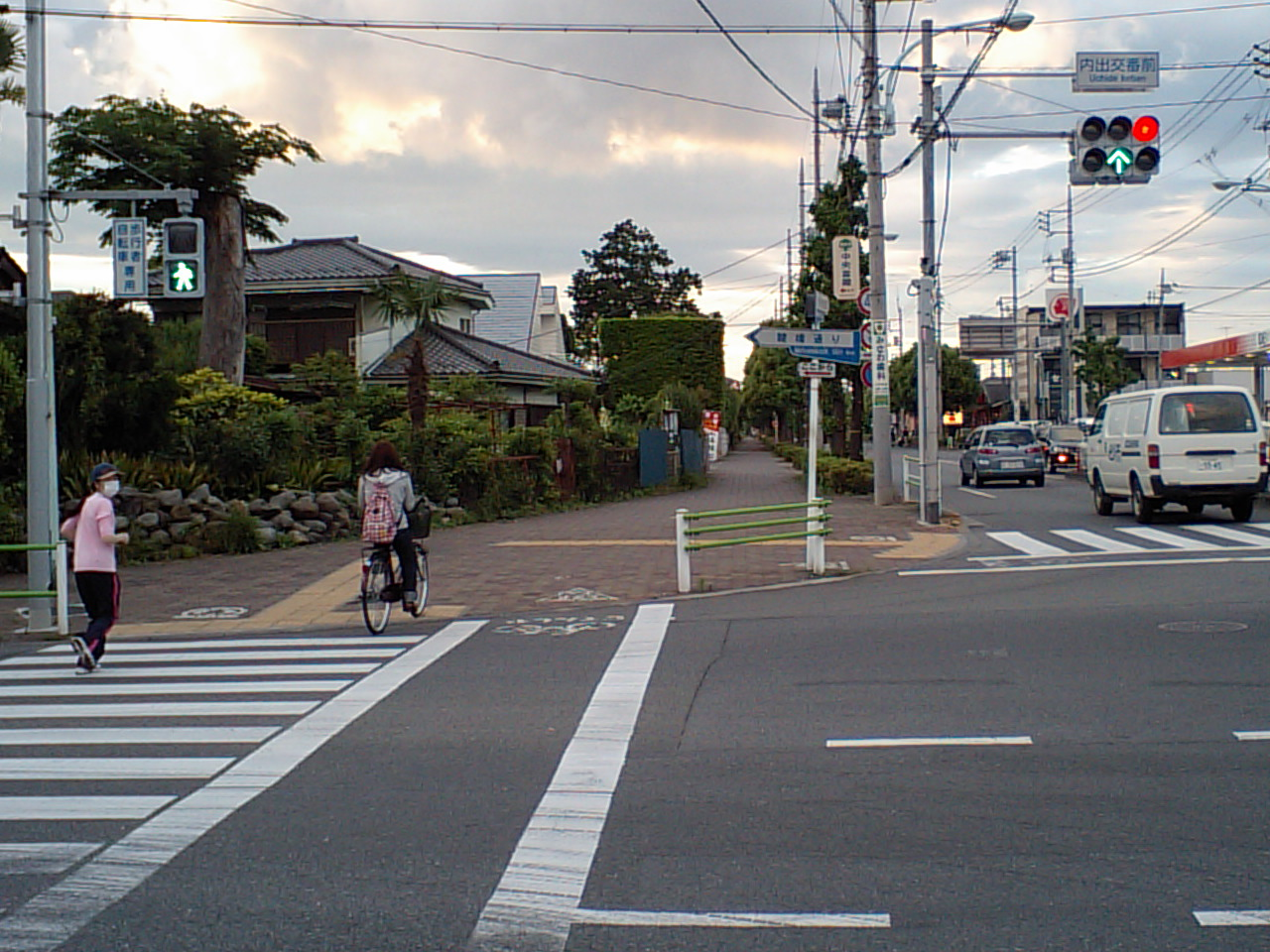
内出交番前、歩車分離信号

新奥多摩街道は日野橋交差点から、福生市の内出交番前交差点までは4車線（小荷田交差点 - 堂方上交差点は上りのみ3車線）であるが、全体的に交通量が多く、多摩大橋北交差点より東側では、右折車線がない交差点や路線バスも多く、流れが悪い。また、多摩大橋北・宮沢東・宮沢の各交差点は青信号の時間が短く、渋滞しやすい。
堂方上交差点から小荷田交差点までの間は国道16号と重複する。この区間は国道16号が右折する構造となっているため、曜日を問わず渋滞が発生することが多い。
2010年（平成22年）4月より、内出交番前交差点下り方向に歩車分離式信号機が導入され、車両の左折できる時間が短縮されたため、あきる野方面に行く左折車線で渋滞が発生するようになった。
奥多摩街道や、内出交番前以北では、交通量は比較的少なめである。
このほか、福生市で行われる福生七夕まつりや、青梅マラソン（東青梅4丁目西交差点がスタート地点である）など、交通規制が行われるイベントも多い。

## 地理

### 通過する自治体
- 東京都
  - 立川市
  - 昭島市
  - 福生市
  - あきる野市（支線）
  - 羽村市
  - 青梅市

### 交差する道路

#### 奥多摩街道
| 交差する道路                                                          | 交差する道路                                   | 交差点名              | 所在地 | 所在地 |
| --------------------------------------------------------------------- | ---------------------------------------------- | --------------------- | ------ | ------ |
| 東京都道256号八王子国立線（甲州街道・旧国道20号）                     |                                                |                       |        |        |
| 東京都道256号八王子国立線・東京都道503号相模原立川線 （甲州街道・旧） | 東京都道16号立川所沢線（立川通り）             | 日野橋                | 東京都 | 立川市 |
| 新奥多摩街道                                                          | 新奥多摩街道 延伸部（計画）                    | 日野橋                | 東京都 | 立川市 |
| 東京都道149号立川日野線 （多摩モノレール通り）                        | 東京都道149号立川日野線 （多摩モノレール通り） | 立川柴崎町四丁目      | 東京都 | 立川市 |
| 昭島市道                                                              | 東京都道153号立川昭島線                        | 郷池                  | 東京都 | 昭島市 |
| 都道153号線重複区間                                                   |                                                |                       |        |        |
| 東京都道153号立川昭島線 （福島通り）                                  | 東京都道153号立川昭島線 （福島通り）           | 福島交番前            | 東京都 | 昭島市 |
| 東京都道59号八王子武蔵村山線（多摩大橋通り）                          | 東京都道59号八王子武蔵村山線（多摩大橋通り）   | 和田橋北              | 東京都 | 昭島市 |
| 中神坂（昭島市道）                                                    | 東京都道152号中神停車場線                      | 中神坂                | 東京都 | 昭島市 |
| 昭島市道                                                              | 東京都道162号三ツ木八王子線                    | 諏訪神社              | 東京都 | 昭島市 |
| 都道162号線重複区間                                                   |                                                |                       |        |        |
| 新奥多摩街道                                                          | 新奥多摩街道                                   | 宮沢                  | 東京都 | 昭島市 |
| 都道162号線重複区間                                                   |                                                |                       |        |        |
| 東京都道162号三ツ木八王子線                                           | -                                              | 成隣小学校前          | 東京都 | 昭島市 |
| 国道16号（東京環状）                                                  | 国道16号（東京環状）                           | 拝島町                | 東京都 | 昭島市 |
| 昭島市道（旧道）                                                      | 拝島支線（日光脇往還）                         | 拝島三叉路            | 東京都 | 昭島市 |
| -                                                                     | 新奥多摩街道                                   | 内出交番前            | 東京都 | 福生市 |
| 東京都道7号杉並あきる野線（陸橋通り）                                 |                                                | 内出交番前            | 東京都 | 福生市 |
| -                                                                     | 新奥多摩街道                                   | 鍋ヶ谷戸              | 東京都 | 福生市 |
| 東京都道7号杉並あきる野線（五日市街道）                               | 東京都道7号杉並あきる野線（五日市街道）        | 牛浜                  | 東京都 | 福生市 |
| 東京都道166号瑞穂あきる野八王子線（バイパス）                         | 東京都道166号瑞穂あきる野八王子線（バイパス）  | -（熊野橋付近）       | 東京都 | 福生市 |
| 東京都道166号瑞穂あきる野八王子線                                     | 東京都道166号瑞穂あきる野八王子線              | -（中福生公園付近）   | 東京都 | 福生市 |
| 都道166号線重複区間                                                   |                                                |                       |        |        |
| -                                                                     | 東京都道166号瑞穂あきる野八王子線              | -（清巌橋付近）       | 東京都 | 福生市 |
| 福生・草花支線・東京都道165号伊奈福生線（永田橋通り）                 | 東京都道165号伊奈福生線（永田橋通り）          | 福生新橋              | 東京都 | 福生市 |
| 東京都道250号あきる野羽村線                                           | -                                              | 羽村大橋東詰          | 東京都 | 羽村市 |
| -                                                                     | 東京都道163号羽村瑞穂線（羽村街道）            | -（羽村南郵便局付近） | 東京都 | 羽村市 |
| 東京都道249号福生青梅線（吉野街道）                                   | 東京都道249号福生青梅線（吉野街道）            | 小作坂下              | 東京都 | 羽村市 |
| 青梅市道（千ヶ谷河辺下通り）                                          | 新奥多摩街道                                   | 河辺東                | 東京都 | 青梅市 |
| 青梅市道                                                              | 東京都道194号成木河辺線                        | 河辺                  | 東京都 | 青梅市 |
| 東青梅支線                                                            | -                                              | 東青梅四西            | 東京都 | 青梅市 |
| 旧道 新奥多摩街道（拡幅事業中）                                       | 東青梅支線                                     | -（青梅郵便局付近）   | 東京都 | 青梅市 |
| 旧道 新奥多摩街道（拡幅事業中）                                       | -                                              | -（青梅総合高校付近） | 東京都 | 青梅市 |
| 東京都道28号青梅飯能線（旧青梅街道）                                  | 東京都道28号青梅飯能線（旧青梅街道）           | 勝沼                  | 東京都 | 青梅市 |

#### 新奥多摩街道（バイパス）
| 交差する道路                                                          | 交差する道路                                                                 | 交差点名              | 所在地 | 所在地 |
| --------------------------------------------------------------------- | ---------------------------------------------------------------------------- | --------------------- | ------ | ------ |
| 東京都道14号新宿国立線（東八道路）                                    | 東京都道14号新宿国立線（東八道路）                                           | （未定）              | 東京都 | 府中市 |
| 事業中区間                                                            |                                                                              |                       |        |        |
| 国立市道特定南4-1-2号線                                               | 国立市道特定南4-1-2号線                                                      | -                     | 東京都 | 国立市 |
| 暫定開通区間（国立市道富士見台6号線 さくら通り）                      |                                                                              |                       |        |        |
| 東京都道146号国立停車場谷保線                                         | 東京都道146号国立停車場谷保線                                                | 福祉センター前        | 東京都 | 国立市 |
| 暫定開通区間（国立市道富士見台6号線 さくら通り）                      |                                                                              |                       |        |        |
| 国立市道富士見台406号線                                               | 国立市道南1-46号線                                                           | -                     | 東京都 | 国立市 |
| 暫定開通区間（国立市道富士見台7号線 さくら通り）                      |                                                                              |                       |        |        |
| 国立市道富士見台414号線（南武線側道）                                 | 国立市道富士見台413号線（南武線側道）                                        | -                     | 東京都 | 国立市 |
| 事業中区間                                                            |                                                                              |                       |        |        |
| （交叉道路なし）                                                      | （交叉道路なし）                                                             | -                     | 東京都 | 国立市 |
| 暫定開通区間（国立市道南81号線）                                      |                                                                              |                       |        |        |
| 国立市道南70号線（青柳大通り）                                        | 国立市道南70号線（青柳大通り）                                               | -                     | 東京都 | 国立市 |
| 未事業化区間                                                          |                                                                              |                       |        |        |
| 東京都道256号八王子国立線（甲州街道・旧）                             | 奥多摩街道                                                                   | 日野橋                | 東京都 | 立川市 |
| 東京都道256号八王子国立線・東京都道503号相模原立川線 （甲州街道・旧） | 東京都道16号立川所沢線（立川通り）                                           | 日野橋                | 東京都 | 立川市 |
| 東京都道149号立川日野線 （多摩モノレール通り）                        | 東京都道149号立川日野線 （多摩モノレール通り）                               | 立日橋北              | 東京都 | 立川市 |
| 東京都道153号立川昭島線 （福島通り）                                  | 東京都道153号立川昭島線 （福島通り）                                         | 福島三丁目            | 東京都 | 昭島市 |
| 東京都道59号八王子武蔵村山線 （多摩大橋通り）                         | 東京都道59号八王子武蔵村山線 （多摩大橋通り）                                | 多摩大橋北            | 東京都 | 昭島市 |
| 奥多摩街道                                                            | 奥多摩街道                                                                   | 宮沢                  | 東京都 | 昭島市 |
| 国道16号（東京環状）                                                  | 昭島市道（大師通り）                                                         | 堂方上                | 東京都 | 昭島市 |
| 重複区間                                                              |                                                                              |                       |        |        |
| 拝島支線（日光脇往還）                                                | 国道16号（東京環状・日光脇往還）                                             | 小荷田                | 東京都 | 昭島市 |
| 奥多摩街道                                                            | -                                                                            | 内出交番前            | 東京都 | 福生市 |
| 東京都道7号杉並あきる野線（陸橋通り）                                 |                                                                              | 内出交番前            | 東京都 | 福生市 |
| 奥多摩街道区間                                                        |                                                                              |                       |        |        |
| 奥多摩街道                                                            | -                                                                            | 鍋ヶ谷戸              | 東京都 | 福生市 |
| -                                                                     | 東京都道249号福生青梅線（西多摩産業道路、事業中）                            | （未定）              | 東京都 | 福生市 |
| 東京都道7号杉並あきる野線（五日市街道）                               | 東京都道7号杉並あきる野線（五日市街道）                                      | 牛浜郵便局前          | 東京都 | 福生市 |
| 東京都道166号瑞穂あきる野八王子線（バイパス）                         | 福生市道（多摩橋通り） 東京都道166号瑞穂あきる野八王子線（志茂立体、事業中） | 福生志茂南            | 東京都 | 福生市 |
| 東京都道166号瑞穂あきる野八王子線・東京都道165号伊奈福生線            | 東京都道166号瑞穂あきる野八王子線・東京都道165号伊奈福生線                   | 福生駅西              | 東京都 | 福生市 |
| 東京都道163号羽村青梅線（羽村街道） 羽村市道（鎌倉古道）              | 東京都道163号羽村青梅線（羽村街道） 羽村市道（鎌倉古道）                     | -（羽村駅西付近）     | 東京都 | 福生市 |
| 東京都道249号福生青梅線（吉野街道）                                   | 東京都道249号福生青梅線（吉野街道）                                          | -（小作坂上付近）     | 東京都 | 福生市 |
| 青梅市道（千ヶ谷河辺下通り）                                          | 奥多摩街道                                                                   | 河辺東                | 東京都 | 青梅市 |
| 奥多摩街道区間                                                        |                                                                              |                       |        |        |
| 東青梅支線                                                            | 奥多摩街道                                                                   | -（青梅郵便局付近）   | 東京都 | 青梅市 |
| 暫定区間（奥多摩街道旧道・拡幅事業中）                                |                                                                              |                       |        |        |
| 奥多摩街道                                                            | -                                                                            | -（青梅総合高校付近） | 東京都 | 青梅市 |
| 奥多摩街道                                                            |                                                                              |                       |        |        |

#### 拝島支線（日光脇往還）
| 交差する道路                         | 交差する道路               | 交差点名   | 所在地 | 所在地 |
| ------------------------------------ | -------------------------- | ---------- | ------ | ------ |
| 昭島市道（日光脇往還・旧奥多摩街道） |                            |            |        |        |
| 奥多摩街道                           | 奥多摩街道                 | 拝島三叉路 | 東京都 | 昭島市 |
| 新奥多摩街道                         | 新奥多摩街道・（東京環状） | 小荷田     | 東京都 | 昭島市 |
| （東京環状・日光脇往還）             |                            |            |        |        |

#### 福生・草花支線
| 交差する道路                          | 交差する道路                | 交差点名 | 所在地 | 所在地     |
| ------------------------------------- | --------------------------- | -------- | ------ | ---------- |
| 東京都道165号伊奈福生線（永田橋通り） |                             |          |        |            |
| 奥多摩街道                            | 奥多摩街道                  | 福生新橋 | 東京都 | 福生市     |
| 都道165号線重複区間                   |                             |          |        |            |
| 東京都道165号伊奈福生線（永田橋通り） | -                           | 永田橋   | 東京都 | あきる野市 |
| 東京都道250号あきる野羽村線           | 東京都道250号あきる野羽村線 | 上折立   | 東京都 | 羽村市     |

#### 東青梅支線
| 交差する道路                                      | 交差する道路                      | 交差点名            | 所在地 | 所在地 |
| ------------------------------------------------- | --------------------------------- | ------------------- | ------ | ------ |
| 奥多摩街道                                        | 奥多摩街道                        | 東青梅四西          | 東京都 | 青梅市 |
| 東京都道5号新宿青梅線（青梅街道）                 | 東京都道5号新宿青梅線（青梅街道） | 青梅市役所下        | 東京都 | 青梅市 |
| 奥多摩街道                                        | 奥多摩街道                        | -（青梅郵便局付近） | 東京都 | 青梅市 |
| 都道29号・旧奥多摩街道 新奥多摩街道（拡幅事業中） |                                   |                     |        |        |